# Gaspar Sánchez Ochoa
Gaspar Sánchez Ochoa fue un militar mexicano que participó en contra de las fuerzas del Imperio Mexicano y la Segunda Intervención Francesa. Nació en Guadalajara, Jalisco, el 6 de enero de 1837 y estudió en el Colegio de Minería donde se tituló como Ingeniero Topógrafo.
Participó en la Batalla de Puebla del 5 de mayo de 1862. Se trasladó a Mazatlán, con el grado de coronel, en la época en que el Ejército Francés amenazaba con invadir y ocupar esta ciudad, a la sazón capital del estado de Sinaloa y principal ciudad del noroeste de México. Aun cuando el grueso de los militares aconsejaba evacuar la plaza y entregarla al ejército invasor con el propósito de evitar muertes y destrucción, él se opuso y los días 28 y 31 de marzo de 1864 comandó la batalla que se libró entre las fuerzas de la República y el buque de guerra francés Cordeliere; en el cual la nave invasora fue humillada y derrotada. Ver Batallas de la Cordeliere en Mazatlán
Posteriormente, fue ascendido a General y el presidente Benito Juárez lo nombró gobernador del estado de Sinaloa, cargo que cumplió  del 9 al 14 de marzo de 1865 y que sirvió sólo para legitimar el gobierno de Antonio Rosales, ya que este había sido nombrado gobernador de Sinaloa mediante un golpe de Estado perpetrado entre Rosales y Ramón Corona en contra de Jesús García Morales; Sánchez Ochoa  recibió el gobierno de Antonio Rosales y a este lo devolvió. Luego fue nombrado Comisionado de la República de México en los Estados Unidos, sustituyendo a Plácido Vega Daza.

## Su caída
En Washington, Gaspar Sánchez Ochoa se proclamó en favor de Jesús González Ortega, quien era presidente de la Suprema Corte de Justicia y se oponía a que Benito Juárez continuase en el poder. Por esta razón Ochoa fue removido de su comisión por el gobierno de Benito Juárez. Dos hoteles de dicha ciudad le reclamaban la falta de pago de su hospedaje, razón por la cual uno de estos establecimientos le recogió su equipaje hasta que pagara la cuenta pendiente.
Los días 23 y 24 de julio de 1868 se celebró Consejo de Guerra para enjuiciar al ya exgeneral Gaspar Sánchez Ochoa por los delitos de deserción y sedición, por los que fue sentenciado a dos años de prisión y causó baja del ejército.

## Homenajes
El papel de este defensor de la patria ha sido olvidado. No obstante, según una página de internet de la Escuela de Información de Berkeley, California, el señor Eugenio Uzeta escribió  la danza o corrido "Sanchez Ochoa Schottische" dedicada al vencedor de la Cordeliere.
Luego de derrotar este buque francés,  la tripulación del buque de guerra inglés Carybdis le rindió un homenaje el 8 de abril de 1864.